# Yolanda Merelo Palomares
 (mars 2020).
Si vous disposez d'ouvrages ou d'articles de référence ou si vous connaissez des sites web de qualité traitant du thème abordé ici, merci de compléter l'article en donnant les références utiles à sa vérifiabilité et en les liant à la section « Notes et références ».
Yolanda Merelo Palomares est une personnalité politique espagnole, membre de Vox.

## Biographie
Elle est désignée sénateur dans le cadre des élections générales anticipées du 10 novembre 2019 pour la XIVe législature après l'élection de Juan Ros Alcaide et à la suite de sa mise en examen.